# 圣塞巴斯蒂安 (伊泽尔省)
圣塞巴斯蒂安（法語：Saint-Sébastien，法語發音：[sɛ̃ sebastjɛ̃]）是法国伊泽尔省的一个旧市镇，属于格勒诺布尔区。2017年，圣塞巴斯蒂安与市镇科尔代阿克合并为新市镇特列沃地区沙泰勒，圣塞巴斯蒂安为新市镇行政中心。

## 地理
圣塞巴斯蒂安（44°50'50"N, 5°47'57"E）面积20.98 平方千米，位于法国奥弗涅-罗讷-阿尔卑斯大区伊泽尔省，该省份为法国东南部内陆省份，北起顺时针与安省、萨瓦省、上阿尔卑斯省、德龙省、阿尔代什省、卢瓦尔省和罗讷省。
与圣塞巴斯蒂安接壤的市镇（或旧市镇、城区）包括：科尔代阿克、芒斯、圣让代朗、圣皮耶尔德梅阿罗、博蒙地区拉萨勒。

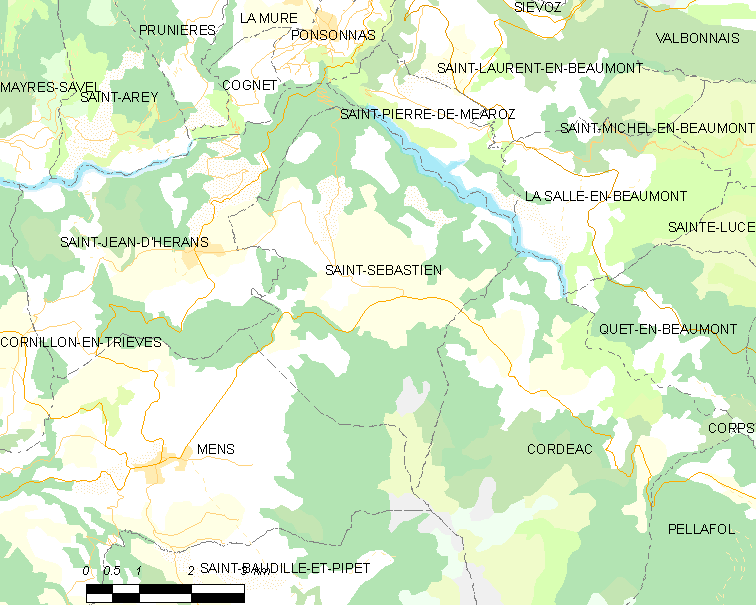
的OSM定位图

圣塞巴斯蒂安的时区为UTC+01:00、UTC+02:00（夏令时）。

## 行政
圣塞巴斯蒂安的邮政编码为38710，INSEE市镇编码为38456。

## 政治
圣塞巴斯蒂安所属的省级选区为马泰西讷-特列沃县。

## 人口

1962-2008年间人口变化图示

圣塞巴斯蒂安于2018年1月1日时的人口数量为253人。